# Höhere Technische Lehranstalt für Informationstechnologie Ybbs an der Donau
Die Höhere Technische Lehranstalt für Informationstechnologie Ybbs an der Donau (IT-HTL Ybbs) ist eine Höhere Technische Lehranstalt für Informationstechnologie. Sie befindet sich am Schulring 6 in der Stadtgemeinde Ybbs an der Donau in Niederösterreich. Der Schulerhalter der Privatschule mit Öffentlichkeitsrecht ist die Stadtgemeinde. In Bezug auf Zeugnisse und Berechtigungen besteht kein Unterschied zu Bundesschulen. An der Schule arbeiten etwa 30 Lehrer, die im Schuljahr 2022/23 etwa 300 Schüler unterrichten. Die IT-HTL Ybbs ist Teil des privaten Schulzentrums Ybbs an der Donau, zu welchem auch die Handelsakademie und Handelsschule Ybbs an der Donau gehört.

## Geschichte
Am  22. Juni 2001 fand der Spatenstich statt, die Eröffnung des Gebäudes erfolgte am 27. September 2002. 10 Jahre später, am 24. September 2012, wurde der Nordtrakt der HTL eröffnet.
Seit dem Schuljahr 2015/16 ist die IT-HTL Modellschule für Individualisierung und Potenzialentfaltung. 20 % des Unterrichts sind seitdem von den Schülern individuell zu wählen.

## Ausbildung und Fachrichtungen
Die Ausbildung dauert fünf Jahre und wird mit der Reife- und Diplomprüfung abgeschlossen. Diese umfasst die Hochschulberechtigung sowie eine Berufsausbildung einschließlich der Unternehmerprüfung (kaufmännisch-rechtlicher Teil einer Meisterprüfung). Nach erfolgreicher Absolvierung der Schule kann die Bezeichnung Ingenieur erworben werden.
Die Ausbildung umfasst drei Bildungsziele:
- IT-Fachkompetenz
  - IT-Basisausbildung
  - Netzwerktechnik und Cybersecurity
  - Medientechnik/-design und Web Development
- Allgemeinbildung und Ingenieur-Umfeldwissen
- Sozialbildung

## Schulleitung
- 2002–2009 Gerhard Reikerstorfer[3]
- 2010–2020 Rainer Graf
- 2020–2022 Christoph Maurer[5]
- seit 2022 Gerlinde Weinstabl[6]